# Lista över fornlämningar i Gislaveds kommun
Lista över fornlämningar i Gislaveds kommun är en förteckning av ett urval av de fornlämningar som finns i Gislaveds kommun.

## Anderstorp
| Namn            | Lämningstyp                 | Tillkomsttid | Historisk indelning | Plats | Läge                 | ID-nr          | Bild                                 |
| --------------- | --------------------------- | ------------ | ------------------- | ----- | -------------------- | -------------- | ------------------------------------ |
| Anderstorp 6:1  | Gravfält                    |              | Anderstorp, Småland |       | 57.329065, 13.663526 | 10056100060001 | Ladda upp en bild av detta fornminne |
| Anderstorp 8:1  | Grav markerad av sten/block |              | Anderstorp, Småland |       | 57.326219, 13.639066 | 10056100080001 | Ladda upp en bild av detta fornminne |
| Anderstorp 8:2  | Grav markerad av sten/block |              | Anderstorp, Småland |       | 57.326498, 13.639079 | 10056100080002 | Ladda upp en bild av detta fornminne |
| Anderstorp 11:1 | Begravningsplats            |              | Anderstorp, Småland |       | 57.285252, 13.634449 | 10056100110001 | Ladda upp en bild av detta fornminne |

## Bosebo
| Namn                         | Lämningstyp  | Tillkomsttid | Historisk indelning | Plats | Läge                 | ID-nr          | Bild                                 |
| ---------------------------- | ------------ | ------------ | ------------------- | ----- | -------------------- | -------------- | ------------------------------------ |
| 3) Ånabben (Bosebo 2:1)      | Röse         |              | Bosebo, Småland     |       | 57.287358, 13.360154 | 10057100020001 | Ladda upp en bild av detta fornminne |
| 3) Ånabben (Bosebo 2:2)      | Röse         |              | Bosebo, Småland     |       | 57.287090, 13.359978 | 10057100020002 | Ladda upp en bild av detta fornminne |
| Gullhönan (Bosebo 6:1)       | Röse         |              | Bosebo, Småland     |       | 57.290848, 13.321207 | 10057100060001 | Ladda upp en bild av detta fornminne |
| b) Skatekullen (Bosebo 11:1) | Stensättning |              | Bosebo, Småland     |       | 57.309972, 13.385963 | 10057100110101 | Ladda upp en bild av detta fornminne |
| Bosebo 12:1                  | Stensättning |              | Bosebo, Småland     |       | 57.309492, 13.384810 | 10057100120001 | Ladda upp en bild av detta fornminne |
| Bosebo 13:1                  | Röse         |              | Bosebo, Småland     |       | 57.308356, 13.382113 | 10057100130001 | Ladda upp en bild av detta fornminne |
| Bosebo 15:101                | Röse         |              | Bosebo, Småland     |       | 57.305400, 13.355367 | 10057100150101 | Ladda upp en bild av detta fornminne |
| Bosebo 15:201                | Röse         |              | Bosebo, Småland     |       | 57.305362, 13.355690 | 10057100150201 | Ladda upp en bild av detta fornminne |
| Bosebo 16:101                | Röse         |              | Bosebo, Småland     |       | 57.304759, 13.356024 | 10057100160101 | Ladda upp en bild av detta fornminne |
| Bosebo 17:1                  | Röse         |              | Bosebo, Småland     |       | 57.304089, 13.306430 | 10057100170001 | Ladda upp en bild av detta fornminne |
| Bosebo 17:2                  | Röse         |              | Bosebo, Småland     |       | 57.303597, 13.305735 | 10057100170002 | Ladda upp en bild av detta fornminne |
| Bosebo 69:1                  | Stensättning |              | Bosebo, Småland     |       | 57.299838, 13.304406 | 10057100690001 | Ladda upp en bild av detta fornminne |
| Bosebo 72:1                  | Röse         |              | Bosebo, Småland     |       | 57.293576, 13.361938 | 10057100720001 | Ladda upp en bild av detta fornminne |
| Bosebo 72:2                  | Röse         |              | Bosebo, Småland     |       | 57.293617, 13.362175 | 10057100720002 | Ladda upp en bild av detta fornminne |
| Bosebo 73:1                  | Stensättning |              | Bosebo, Småland     |       | 57.277798, 13.321605 | 10057100730001 | Ladda upp en bild av detta fornminne |
| Bosebo 80:1                  | Röse         |              | Bosebo, Småland     |       | 57.278351, 13.385993 | 10057100800001 | Ladda upp en bild av detta fornminne |

## Burseryd
| Namn                                  | Lämningstyp                 | Tillkomsttid | Historisk indelning | Plats | Läge                 | ID-nr          | Bild                                 |
| ------------------------------------- | --------------------------- | ------------ | ------------------- | ----- | -------------------- | -------------- | ------------------------------------ |
| Burseryd 9:1                          | Stensättning                |              | Burseryd, Småland   |       | 57.229125, 13.308998 | 10057600090001 | Ladda upp en bild av detta fornminne |
| Tures och Toras rör (Burseryd 11:1)   | Röse                        |              | Burseryd, Småland   |       | 57.220153, 13.295090 | 10057600110001 | Ladda upp en bild av detta fornminne |
| Tures och Toras rör (Burseryd 11:2)   | Röse                        |              | Burseryd, Småland   |       | 57.220045, 13.294851 | 10057600110002 | Ladda upp en bild av detta fornminne |
| Burseryd 12:1                         | Röse                        |              | Burseryd, Småland   |       | 57.218916, 13.293314 | 10057600120001 | Ladda upp en bild av detta fornminne |
| Burseryd 17:1                         | Röse                        |              | Burseryd, Småland   |       | 57.193612, 13.280068 | 10057600170001 | Ladda upp en bild av detta fornminne |
| Burseryd 17:2                         | Röse                        |              | Burseryd, Småland   |       | 57.193487, 13.280110 | 10057600170002 | Ladda upp en bild av detta fornminne |
| (Lunden eller) Borgen (Burseryd 19:1) | Stensättning                |              | Burseryd, Småland   |       | 57.192721, 13.267296 | 10057600190001 | Ladda upp en bild av detta fornminne |
| Burseryd 22:1                         | Röse                        |              | Burseryd, Småland   |       | 57.183928, 13.271028 | 10057600220001 | Ladda upp en bild av detta fornminne |
| Burseryd 22:2                         | Stensättning                |              | Burseryd, Småland   |       | 57.183883, 13.271028 | 10057600220002 | Ladda upp en bild av detta fornminne |
| Pengaröret (Burseryd 24:1)            | Stensättning                |              | Burseryd, Småland   |       | 57.165034, 13.229221 | 10057600240001 | Ladda upp en bild av detta fornminne |
| Burseryd 25:1                         | Stenkammargrav              |              | Burseryd, Småland   |       | 57.167353, 13.251266 | 10057600250001 | Ladda upp en bild av detta fornminne |
| Burseryd 26:1                         | Röse                        |              | Burseryd, Småland   |       | 57.160347, 13.282773 | 10057600260001 | Ladda upp en bild av detta fornminne |
| Burseryd 65:1                         | Röse                        |              | Burseryd, Småland   |       | 57.184428, 13.268336 | 10057600650001 | Ladda upp en bild av detta fornminne |
| Burseryd 66:1                         | Röse                        |              | Burseryd, Småland   |       | 57.178379, 13.272934 | 10057600660001 | Ladda upp en bild av detta fornminne |
| Burseryd 66:2                         | Röse                        |              | Burseryd, Småland   |       | 57.178236, 13.272928 | 10057600660002 | Ladda upp en bild av detta fornminne |
| Burseryd 66:3                         | Röse                        |              | Burseryd, Småland   |       | 57.178129, 13.272952 | 10057600660003 | Ladda upp en bild av detta fornminne |
| Burseryd 133:1                        | Röse                        |              | Burseryd, Småland   |       | 57.162690, 13.282828 | 10057601330001 | Ladda upp en bild av detta fornminne |
| Burseryd 134:3                        | Grav markerad av sten/block |              | Burseryd, Småland   |       | 57.193347, 13.282445 | 10057601340003 | Ladda upp en bild av detta fornminne |
| Kungakullen (Burseryd 178:1)          | Hög                         |              | Burseryd, Småland   |       | 57.168389, 13.231726 | 10057601780001 | Ladda upp en bild av detta fornminne |

## Båraryd
| Namn          | Lämningstyp                      | Tillkomsttid | Historisk indelning | Plats | Läge                 | ID-nr          | Bild                                 |
| ------------- | -------------------------------- | ------------ | ------------------- | ----- | -------------------- | -------------- | ------------------------------------ |
| Båraryd 2:1   | Stenkrets                        |              | Båraryd, Småland    |       | 57.383389, 13.583322 | 10057800020001 | Ladda upp en bild av detta fornminne |
| Båraryd 8:1   | Stenkrets                        |              | Båraryd, Småland    |       | 57.359444, 13.545456 | 10057800080001 | Ladda upp en bild av detta fornminne |
| Båraryd 8:2   | Stenkrets                        |              | Båraryd, Småland    |       | 57.359459, 13.545658 | 10057800080002 | Ladda upp en bild av detta fornminne |
| Båraryd 9:1   | Stenkrets                        |              | Båraryd, Småland    |       | 57.354677, 13.557448 | 10057800090001 | Ladda upp en bild av detta fornminne |
| Båraryd 10:1  | Röse                             |              | Båraryd, Småland    |       | 57.347589, 13.534992 | 10057800100001 | Ladda upp en bild av detta fornminne |
| Båraryd 13:1  | Röse                             |              | Båraryd, Småland    |       | 57.332976, 13.512229 | 10057800130001 | Ladda upp en bild av detta fornminne |
| Båraryd 13:2  | Hög                              |              | Båraryd, Småland    |       | 57.333248, 13.512359 | 10057800130002 | Ladda upp en bild av detta fornminne |
| Båraryd 16:1  | Gravfält                         |              | Båraryd, Småland    |       | 57.324174, 13.548751 | 10057800160001 | Ladda upp en bild av detta fornminne |
| Båraryd 21:1  | Röse                             |              | Båraryd, Småland    |       | 57.364364, 13.448016 | 10057800210001 | Ladda upp en bild av detta fornminne |
| Båraryd 23:1  | Stenkrets                        |              | Båraryd, Småland    |       | 57.332501, 13.450191 | 10057800230001 | Ladda upp en bild av detta fornminne |
| Båraryd 27:1  | Stenkrets                        |              | Båraryd, Småland    |       | 57.308905, 13.557152 | 10057800270001 | Ladda upp en bild av detta fornminne |
| Båraryd 127:1 | Husgrund, förhistorisk/medeltida |              | Båraryd, Småland    |       | 57.387863, 13.579902 | 10057801270001 | Ladda upp en bild av detta fornminne |

## Gryteryd
| Namn                       | Lämningstyp                 | Tillkomsttid | Historisk indelning | Plats | Läge                 | ID-nr          | Bild                                 |
| -------------------------- | --------------------------- | ------------ | ------------------- | ----- | -------------------- | -------------- | ------------------------------------ |
| Gryteryd 3:1               | Stensättning                |              | Gryteryd, Småland   |       | 57.119866, 13.095633 | 10059500030001 | Ladda upp en bild av detta fornminne |
| Kyrkoröret (Gryteryd 11:1) | Röse                        |              | Gryteryd, Småland   |       | 57.086675, 13.153491 | 10059500110001 | Ladda upp en bild av detta fornminne |
| Gryteryd 14:1              | Stensättning                |              | Gryteryd, Småland   |       | 57.087371, 13.126451 | 10059500140001 | Ladda upp en bild av detta fornminne |
| Drakarör (Gryteryd 15:1)   | Gravfält                    |              | Gryteryd, Småland   |       | 57.085567, 13.124957 | 10059500150001 | Ladda upp en bild av detta fornminne |
| Gryteryd 19:1              | Röse                        |              | Gryteryd, Småland   |       | 57.068835, 13.124223 | 10059500190001 | Ladda upp en bild av detta fornminne |
| Gryteryd 20:1              | Stenkrets                   |              | Gryteryd, Småland   |       | 57.065476, 13.112856 | 10059500200001 | Ladda upp en bild av detta fornminne |
| Gryteryd 20:2              | Stenkrets                   |              | Gryteryd, Småland   |       | 57.065383, 13.112294 | 10059500200002 | Ladda upp en bild av detta fornminne |
| Gryteryd 20:3              | Stensättning                |              | Gryteryd, Småland   |       | 57.065315, 13.112020 | 10059500200003 | Ladda upp en bild av detta fornminne |
| Gryteryd 22:1              | Grav markerad av sten/block |              | Gryteryd, Småland   |       | 57.062791, 13.128931 | 10059500220001 | Ladda upp en bild av detta fornminne |
| Gryteryd 23:1              | Röse                        |              | Gryteryd, Småland   |       | 57.061617, 13.128533 | 10059500230001 | Ladda upp en bild av detta fornminne |
| Gryteryd 117:1             | Röse                        |              | Gryteryd, Småland   |       | 57.111453, 13.157472 | 10059501170001 | Ladda upp en bild av detta fornminne |
| Gryteryd 140               | Stensättning                |              | Gryteryd, Småland   |       | 57.067036, 13.115217 | 12000000065112 | Ladda upp en bild av detta fornminne |

## Kållerstad
| Namn                         | Lämningstyp                 | Tillkomsttid | Historisk indelning | Plats | Läge                 | ID-nr          | Bild                                      |
| ---------------------------- | --------------------------- | ------------ | ------------------- | ----- | -------------------- | -------------- | ----------------------------------------- |
| Kullabacken (Kållerstad 1:1) | Gravfält                    |              | Kållerstad, Småland |       | 57.099520, 13.600467 | 10061900010001 | Ladda upp en bild av detta fornminne      |
| Kållerstad 6:1               | Hög                         |              | Kållerstad, Småland |       | 57.100774, 13.598291 | 10061900060001 | Ladda upp en bild av detta fornminne      |
| Kållerstad 7:1               | Begravningsplats            |              | Kållerstad, Småland |       | 57.095137, 13.597983 | 10061900070001 | Ladda upp en till bild av detta fornminne |
| Kållerstad 7:2               | Kyrka/kapell                |              | Kållerstad, Småland |       | 57.095237, 13.598161 | 10061900070002 | Ladda upp en bild av detta fornminne      |
| Kållerstad 8:1               | Stensättning                |              | Kållerstad, Småland |       | 57.080854, 13.588485 | 10061900080001 | Ladda upp en bild av detta fornminne      |
| Eskilahög (Kållerstad 13:1)  | Röse                        |              | Kållerstad, Småland |       | 57.067618, 13.612585 | 10061900130001 | Ladda upp en bild av detta fornminne      |
| Kållerstad 15:1              | Röse                        |              | Kållerstad, Småland |       | 57.067782, 13.611672 | 10061900150001 | Ladda upp en bild av detta fornminne      |
| Kållerstad 16:1              | Gravfält                    |              | Kållerstad, Småland |       | 57.068409, 13.611159 | 10061900160001 | Ladda upp en bild av detta fornminne      |
| Kållerstad 105               | Grav markerad av sten/block |              | Kållerstad, Småland |       | 57.097870, 13.512940 | 12000000001650 | Ladda upp en bild av detta fornminne      |

## Norra Hestra
| Namn             | Lämningstyp    | Tillkomsttid | Historisk indelning   | Plats | Läge                 | ID-nr          | Bild                                 |
| ---------------- | -------------- | ------------ | --------------------- | ----- | -------------------- | -------------- | ------------------------------------ |
| Norra Hestra 2:1 | Stensättning   |              | Norra Hestra, Småland |       | 57.424646, 13.601432 | 10063600020001 | Ladda upp en bild av detta fornminne |
| Norra Hestra 5:1 | Stenkammargrav |              | Norra Hestra, Småland |       | 57.421903, 13.606975 | 10063600050001 | Ladda upp en bild av detta fornminne |
| Norra Hestra 6:1 | Röse           |              | Norra Hestra, Småland |       | 57.395095, 13.542977 | 10063600060001 | Ladda upp en bild av detta fornminne |

## Reftele
| Namn                           | Lämningstyp                 | Tillkomsttid | Historisk indelning | Plats | Läge                 | ID-nr          | Bild                                 |
| ------------------------------ | --------------------------- | ------------ | ------------------- | ----- | -------------------- | -------------- | ------------------------------------ |
| Reftele 4:1                    | Gravfält                    |              | Reftele, Småland    |       | 57.226209, 13.569063 | 10064900040001 | Ladda upp en bild av detta fornminne |
| Kungsstenen (Reftele 6:2)      | Gravfält                    |              | Reftele, Småland    |       | 57.220564, 13.577634 | 10064900060002 | Ladda upp en bild av detta fornminne |
| Reftele 11:1                   | Hög                         |              | Reftele, Småland    |       | 57.179909, 13.571721 | 10064900110001 | Ladda upp en bild av detta fornminne |
| Reftele 16:1                   | Hög                         |              | Reftele, Småland    |       | 57.177890, 13.561362 | 10064900160001 | Ladda upp en bild av detta fornminne |
| Reftele 16:2                   | Hög                         |              | Reftele, Småland    |       | 57.177733, 13.561106 | 10064900160002 | Ladda upp en bild av detta fornminne |
| Reftele 16:3                   | Hög                         |              | Reftele, Småland    |       | 57.177828, 13.560901 | 10064900160003 | Ladda upp en bild av detta fornminne |
| Reftele 18:1                   | Grav markerad av sten/block |              | Reftele, Småland    |       | 57.245606, 13.542622 | 10064900180001 | Ladda upp en bild av detta fornminne |
| Reftele 18:2                   | Grav markerad av sten/block |              | Reftele, Småland    |       | 57.245697, 13.542563 | 10064900180002 | Ladda upp en bild av detta fornminne |
| Grysjö Kulle (Reftele 19:1)    | Gravfält                    |              | Reftele, Småland    |       | 57.168445, 13.602856 | 10064900190001 | Ladda upp en bild av detta fornminne |
| Reftele 21:1                   | Gravfält                    |              | Reftele, Småland    |       | 57.171382, 13.612401 | 10064900210001 | Ladda upp en bild av detta fornminne |
| Brödrahallar (Reftele 23:1)    | Runristning                 |              | Reftele, Småland    |       | 57.176750, 13.634053 | 10064900230001 | Ladda upp en bild av detta fornminne |
| Brödrahallar (Reftele 23:2)    | Grav markerad av sten/block |              | Reftele, Småland    |       | 57.176782, 13.634316 | 10064900230002 | Ladda upp en bild av detta fornminne |
| Brödrahallar (Reftele 23:3)    | Grav markerad av sten/block |              | Reftele, Småland    |       | 57.176751, 13.634507 | 10064900230003 | Ladda upp en bild av detta fornminne |
| Reftele 25:1                   | Grav markerad av sten/block |              | Reftele, Småland    |       | 57.177648, 13.633711 | 10064900250001 | Ladda upp en bild av detta fornminne |
| Reftele 25:2                   | Grav markerad av sten/block |              | Reftele, Småland    |       | 57.177658, 13.633887 | 10064900250002 | Ladda upp en bild av detta fornminne |
| Reftele 26:1                   | Grav markerad av sten/block |              | Reftele, Småland    |       | 57.174767, 13.641529 | 10064900260001 | Ladda upp en bild av detta fornminne |
| Reftele 28:1                   | Gravfält                    |              | Reftele, Småland    |       | 57.167126, 13.557068 | 10064900280001 | Ladda upp en bild av detta fornminne |
| Reftele 32:1                   | Stensättning                |              | Reftele, Småland    |       | 57.173849, 13.529792 | 10064900320001 | Ladda upp en bild av detta fornminne |
| Reftele 33:1                   | Stensättning                |              | Reftele, Småland    |       | 57.171028, 13.527923 | 10064900330001 | Ladda upp en bild av detta fornminne |
| Reftele 33:2                   | Stensättning                |              | Reftele, Småland    |       | 57.171114, 13.527691 | 10064900330002 | Ladda upp en bild av detta fornminne |
| Reftele 34:1                   | Röse                        |              | Reftele, Småland    |       | 57.169335, 13.523314 | 10064900340001 | Ladda upp en bild av detta fornminne |
| Reftele 35:1                   | Röse                        |              | Reftele, Småland    |       | 57.168572, 13.498416 | 10064900350001 | Ladda upp en bild av detta fornminne |
| Reftele 35:2                   | Röse                        |              | Reftele, Småland    |       | 57.168771, 13.498503 | 10064900350002 | Ladda upp en bild av detta fornminne |
| Reftele 35:3                   | Stensättning                |              | Reftele, Småland    |       | 57.168517, 13.498801 | 10064900350003 | Ladda upp en bild av detta fornminne |
| Reftele 38:1                   | Röse                        |              | Reftele, Småland    |       | 57.169238, 13.497112 | 10064900380001 | Ladda upp en bild av detta fornminne |
| Reftele 39:1                   | Röse                        |              | Reftele, Småland    |       | 57.168714, 13.500837 | 10064900390001 | Ladda upp en bild av detta fornminne |
| Reftele 42:1                   | Röse                        |              | Reftele, Småland    |       | 57.168634, 13.495991 | 10064900420001 | Ladda upp en bild av detta fornminne |
| Reftele 43:1                   | Röse                        |              | Reftele, Småland    |       | 57.169161, 13.494308 | 10064900430001 | Ladda upp en bild av detta fornminne |
| Reftele 44:1                   | Röse                        |              | Reftele, Småland    |       | 57.168614, 13.492558 | 10064900440001 | Ladda upp en bild av detta fornminne |
| Reftele 45:1                   | Röse                        |              | Reftele, Småland    |       | 57.164418, 13.574882 | 10064900450001 | Ladda upp en bild av detta fornminne |
| Reftele 46:1                   | Röse                        |              | Reftele, Småland    |       | 57.165154, 13.574367 | 10064900460001 | Ladda upp en bild av detta fornminne |
| Reftele 47:1                   | Röse                        |              | Reftele, Småland    |       | 57.165299, 13.575852 | 10064900470001 | Ladda upp en bild av detta fornminne |
| Reftele 47:2                   | Stensättning                |              | Reftele, Småland    |       | 57.165410, 13.576318 | 10064900470002 | Ladda upp en bild av detta fornminne |
| Reftele 47:3                   | Stensättning                |              | Reftele, Småland    |       | 57.165667, 13.576113 | 10064900470003 | Ladda upp en bild av detta fornminne |
| Reftele 50:1                   | Gravfält                    |              | Reftele, Småland    |       | 57.182973, 13.542279 | 10064900500001 | Ladda upp en bild av detta fornminne |
| Reftele 51:1                   | Hög                         |              | Reftele, Småland    |       | 57.183321, 13.539791 | 10064900510001 | Ladda upp en bild av detta fornminne |
| Reftele 51:2                   | Stensättning                |              | Reftele, Småland    |       | 57.183334, 13.539990 | 10064900510002 | Ladda upp en bild av detta fornminne |
| Reftele 52:1                   | Röse                        |              | Reftele, Småland    |       | 57.170882, 13.525455 | 10064900520001 | Ladda upp en bild av detta fornminne |
| Reftele 53:1                   | Röse                        |              | Reftele, Småland    |       | 57.170091, 13.525110 | 10064900530001 | Ladda upp en bild av detta fornminne |
| Reftele 55:1                   | Stensättning                |              | Reftele, Småland    |       | 57.168347, 13.526682 | 10064900550001 | Ladda upp en bild av detta fornminne |
| Reftele 66:1                   | Hög                         |              | Reftele, Småland    |       | 57.208853, 13.611762 | 10064900660001 | Ladda upp en bild av detta fornminne |
| Reftele 66:2                   | Grav markerad av sten/block |              | Reftele, Småland    |       | 57.208913, 13.611610 | 10064900660002 | Ladda upp en bild av detta fornminne |
| Långesten (Reftele 67:1)       | Grav markerad av sten/block |              | Reftele, Småland    |       | 57.211932, 13.618520 | 10064900670001 | Ladda upp en bild av detta fornminne |
| Reftele 81:1                   | Gravfält                    |              | Reftele, Småland    |       | 57.191034, 13.528860 | 10064900810001 | Ladda upp en bild av detta fornminne |
| Reftele 88:1                   | Hällristning                |              | Reftele, Småland    |       | 57.159829, 13.624072 | 10064900880001 | Ladda upp en bild av detta fornminne |
| Mällby Hög (Reftele 102:1)     | Gravfält                    |              | Reftele, Småland    |       | 57.163264, 13.616706 | 10064901020001 | Ladda upp en bild av detta fornminne |
| Reftele 104:1                  | Gravfält                    |              | Reftele, Småland    |       | 57.151646, 13.626214 | 10064901040001 | Ladda upp en bild av detta fornminne |
| Reftele 105:1                  | Stensättning                |              | Reftele, Småland    |       | 57.125596, 13.577652 | 10064901050001 | Ladda upp en bild av detta fornminne |
| Reftele 106:1                  | Hög                         |              | Reftele, Småland    |       | 57.155162, 13.627208 | 10064901060001 | Ladda upp en bild av detta fornminne |
| Reftele 107:1                  | Gravfält                    |              | Reftele, Småland    |       | 57.155400, 13.628213 | 10064901070001 | Ladda upp en bild av detta fornminne |
| Reftele 108:1                  | Hög                         |              | Reftele, Småland    |       | 57.157526, 13.623321 | 10064901080001 | Ladda upp en bild av detta fornminne |
| Reftele 109:1                  | Hög                         |              | Reftele, Småland    |       | 57.152600, 13.622599 | 10064901090001 | Ladda upp en bild av detta fornminne |
| Reftele 109:2                  | Hög                         |              | Reftele, Småland    |       | 57.152457, 13.622334 | 10064901090002 | Ladda upp en bild av detta fornminne |
| Reftele 109:3                  | Hög                         |              | Reftele, Småland    |       | 57.152100, 13.622412 | 10064901090003 | Ladda upp en bild av detta fornminne |
| Reftele 110:1                  | Hög                         |              | Reftele, Småland    |       | 57.151967, 13.623066 | 10064901100001 | Ladda upp en bild av detta fornminne |
| Reftele 111:1                  | Hög                         |              | Reftele, Småland    |       | 57.152285, 13.621370 | 10064901110001 | Ladda upp en bild av detta fornminne |
| Reftele 112:1                  | Hög                         |              | Reftele, Småland    |       | 57.151148, 13.621785 | 10064901120001 | Ladda upp en bild av detta fornminne |
| Reftele 113:1                  | Gravfält                    |              | Reftele, Småland    |       | 57.162904, 13.629328 | 10064901130001 | Ladda upp en bild av detta fornminne |
| Reftele 114:1                  | Stensättning                |              | Reftele, Småland    |       | 57.161525, 13.632267 | 10064901140001 | Ladda upp en bild av detta fornminne |
| Reftele 118:1                  | Gravfält                    |              | Reftele, Småland    |       | 57.150794, 13.628311 | 10064901180001 | Ladda upp en bild av detta fornminne |
| Reftele 120:1                  | Hög                         |              | Reftele, Småland    |       | 57.150988, 13.573104 | 10064901200001 | Ladda upp en bild av detta fornminne |
| Reftele 122:1                  | Gravfält                    |              | Reftele, Småland    |       | 57.149948, 13.569772 | 10064901220001 | Ladda upp en bild av detta fornminne |
| Reftele 123:1                  | Hög                         |              | Reftele, Småland    |       | 57.149381, 13.570182 | 10064901230001 | Ladda upp en bild av detta fornminne |
| Reftele 123:2                  | Hög                         |              | Reftele, Småland    |       | 57.149275, 13.570239 | 10064901230002 | Ladda upp en bild av detta fornminne |
| Reftele 124:1                  | Gravfält                    |              | Reftele, Småland    |       | 57.150282, 13.571044 | 10064901240001 | Ladda upp en bild av detta fornminne |
| Reftele 125:1                  | Röse                        |              | Reftele, Småland    |       | 57.149885, 13.571777 | 10064901250001 | Ladda upp en bild av detta fornminne |
| Reftele 125:2                  | Stensättning                |              | Reftele, Småland    |       | 57.149829, 13.571571 | 10064901250002 | Ladda upp en bild av detta fornminne |
| Högarna (Reftele 127:1)        | Gravfält                    |              | Reftele, Småland    |       | 57.163859, 13.515785 | 10064901270001 | Ladda upp en bild av detta fornminne |
| 1) Pengaröret (Reftele 128:1)  | Röse                        |              | Reftele, Småland    |       | 57.160989, 13.521175 | 10064901280001 | Ladda upp en bild av detta fornminne |
| Reftele 131:1                  | Hög                         |              | Reftele, Småland    |       | 57.164099, 13.516375 | 10064901310001 | Ladda upp en bild av detta fornminne |
| Reftele 132:1                  | Hög                         |              | Reftele, Småland    |       | 57.164673, 13.515922 | 10064901320001 | Ladda upp en bild av detta fornminne |
| Reftele 133:1                  | Gravfält                    |              | Reftele, Småland    |       | 57.162592, 13.615194 | 10064901330001 | Ladda upp en bild av detta fornminne |
| Käringahög (Reftele 134:1)     | Hög                         |              | Reftele, Småland    |       | 57.143062, 13.625262 | 10064901340001 | Ladda upp en bild av detta fornminne |
| Lilla Karlshög (Reftele 135:1) | Hög                         |              | Reftele, Småland    |       | 57.144232, 13.624196 | 10064901350001 | Ladda upp en bild av detta fornminne |
| Reftele 136:1                  | Hög                         |              | Reftele, Småland    |       | 57.151193, 13.623175 | 10064901360001 | Ladda upp en bild av detta fornminne |
| Reftele 137:1                  | Gravfält                    |              | Reftele, Småland    |       | 57.149117, 13.615724 | 10064901370001 | Ladda upp en bild av detta fornminne |
| Reftele 138:1                  | Stensättning                |              | Reftele, Småland    |       | 57.128824, 13.624307 | 10064901380001 | Ladda upp en bild av detta fornminne |
| Karlshög (Reftele 139:1)       | Hög                         |              | Reftele, Småland    |       | 57.143243, 13.620265 | 10064901390001 | Ladda upp en bild av detta fornminne |
| Reftele 140:1                  | Röse                        |              | Reftele, Småland    |       | 57.139443, 13.618167 | 10064901400001 | Ladda upp en bild av detta fornminne |
| Reftele 141:1                  | Stenkrets                   |              | Reftele, Småland    |       | 57.141077, 13.631855 | 10064901410001 | Ladda upp en bild av detta fornminne |
| Reftele 142:1                  | Stensättning                |              | Reftele, Småland    |       | 57.140193, 13.630308 | 10064901420001 | Ladda upp en bild av detta fornminne |
| Reftele 146:1                  | Gravfält                    |              | Reftele, Småland    |       | 57.144735, 13.569985 | 10064901460001 | Ladda upp en bild av detta fornminne |
| Reftele 149:1                  | Stenkrets                   |              | Reftele, Småland    |       | 57.167609, 13.487032 | 10064901490001 | Ladda upp en bild av detta fornminne |
| Reftele 149:2                  | Röse                        |              | Reftele, Småland    |       | 57.167577, 13.486545 | 10064901490002 | Ladda upp en bild av detta fornminne |
| Reftele 149:3                  | Grav markerad av sten/block |              | Reftele, Småland    |       | 57.167535, 13.486929 | 10064901490003 | Ladda upp en bild av detta fornminne |
| Reftele 150:1                  | Stensättning                |              | Reftele, Småland    |       | 57.169165, 13.479543 | 10064901500001 | Ladda upp en bild av detta fornminne |
| Reftele 421:1                  | Röse                        |              | Reftele, Småland    |       | 57.166213, 13.577948 | 10064904210001 | Ladda upp en bild av detta fornminne |
| Reftele 422:1                  | Stensättning                |              | Reftele, Småland    |       | 57.167113, 13.578464 | 10064904220001 | Ladda upp en bild av detta fornminne |
| Reftele 474:1                  | Hög                         |              | Reftele, Småland    |       | 57.176620, 13.549346 | 10064904740001 | Ladda upp en bild av detta fornminne |
| Reftele 512:1                  | Gravfält                    |              | Reftele, Småland    |       | 57.173969, 13.581735 | 10064905120001 | Ladda upp en bild av detta fornminne |
| Reftele 545:1                  | Röse                        |              | Reftele, Småland    |       | 57.189182, 13.580452 | 10064905450001 | Ladda upp en bild av detta fornminne |
| Reftele 575                    | Gravfält                    |              | Reftele, Småland    |       | 57.181947, 13.541116 | 12000000001011 | Ladda upp en bild av detta fornminne |

## Sandvik
| Namn         | Lämningstyp     | Tillkomsttid | Historisk indelning | Plats | Läge                 | ID-nr          | Bild                                 |
| ------------ | --------------- | ------------ | ------------------- | ----- | -------------------- | -------------- | ------------------------------------ |
| Sandvik 1:1  | Röse            |              | Sandvik, Småland    |       | 57.195372, 13.169436 | 10065200010001 | Ladda upp en bild av detta fornminne |
| Sandvik 7:1  | Stensättning    |              | Sandvik, Småland    |       | 57.173484, 13.165232 | 10065200070001 | Ladda upp en bild av detta fornminne |
| Sandvik 10:1 | Röse            |              | Sandvik, Småland    |       | 57.180442, 13.245087 | 10065200100001 | Ladda upp en bild av detta fornminne |
| Sandvik 36:1 | Stenkammargrav  |              | Sandvik, Småland    |       | 57.144133, 13.163717 | 10065200360001 | Ladda upp en bild av detta fornminne |
| Sandvik 80   | Slott/herresäte |              | Sandvik, Småland    |       | 57.172855, 13.162724 | 12000000121857 | Ladda upp en bild av detta fornminne |

## Stengårdshult
| Namn                             | Lämningstyp  | Tillkomsttid | Historisk indelning    | Plats | Läge                 | ID-nr          | Bild                                 |
| -------------------------------- | ------------ | ------------ | ---------------------- | ----- | -------------------- | -------------- | ------------------------------------ |
| Stora Rör (Stengårdshult 4:1)    | Röse         |              | Stengårdshult, Småland |       | 57.540863, 13.789576 | 10066000040001 | Ladda upp en bild av detta fornminne |
| Stengårdshult 5:1                | Gravfält     |              | Stengårdshult, Småland |       | 57.542571, 13.765764 | 10066000050001 | Ladda upp en bild av detta fornminne |
| Stengårdshult 6:1                | Stenkrets    |              | Stengårdshult, Småland |       | 57.542314, 13.764442 | 10066000060001 | Ladda upp en bild av detta fornminne |
| Stengårdshult 7:1                | Röse         |              | Stengårdshult, Småland |       | 57.493669, 13.833965 | 10066000070001 | Ladda upp en bild av detta fornminne |
| Stengårdshult 7:2                | Röse         |              | Stengårdshult, Småland |       | 57.493453, 13.833998 | 10066000070002 | Ladda upp en bild av detta fornminne |
| Stengårdshult 7:3                | Stensättning |              | Stengårdshult, Småland |       | 57.493529, 13.833782 | 10066000070003 | Ladda upp en bild av detta fornminne |
| Stengårdshult 10:1               | Röse         |              | Stengårdshult, Småland |       | 57.505725, 13.844514 | 10066000100001 | Ladda upp en bild av detta fornminne |
| Stengårdshult 15:1               | Röse         |              | Stengårdshult, Småland |       | 57.520036, 13.847273 | 10066000150001 | Ladda upp en bild av detta fornminne |
| Stengårdshult 17:1               | Röse         |              | Stengårdshult, Småland |       | 57.524181, 13.845276 | 10066000170001 | Ladda upp en bild av detta fornminne |
| Stengårdshult 18:1               | Röse         |              | Stengårdshult, Småland |       | 57.523903, 13.854865 | 10066000180001 | Ladda upp en bild av detta fornminne |
| Stengårdshult 22:1               | Stenkrets    |              | Stengårdshult, Småland |       | 57.512497, 13.892203 | 10066000220001 | Ladda upp en bild av detta fornminne |
| Stengårdshult 25:1               | Röse         |              | Stengårdshult, Småland |       | 57.537517, 13.863916 | 10066000250001 | Ladda upp en bild av detta fornminne |
| Stengårdshult 28:1               | Stensättning |              | Stengårdshult, Småland |       | 57.563157, 13.794938 | 10066000280001 | Ladda upp en bild av detta fornminne |
| Stengårdshult 29:1               | Stensättning |              | Stengårdshult, Småland |       | 57.564703, 13.795353 | 10066000290001 | Ladda upp en bild av detta fornminne |
| Medelsröret (Stengårdshult 30:1) | Röse         |              | Stengårdshult, Småland |       | 57.563761, 13.794258 | 10066000300001 | Ladda upp en bild av detta fornminne |
| Stengårdshult 32:1               | Stenkrets    |              | Stengårdshult, Småland |       | 57.547554, 13.850536 | 10066000320001 | Ladda upp en bild av detta fornminne |
| Stengårdshult 33:1               | Röse         |              | Stengårdshult, Småland |       | 57.546966, 13.846457 | 10066000330001 | Ladda upp en bild av detta fornminne |
| Stengårdshult 55:1               | Stenkrets    |              | Stengårdshult, Småland |       | 57.559757, 13.859293 | 10066000550001 | Ladda upp en bild av detta fornminne |
| Stengårdshult 61:1               | Stenkrets    |              | Stengårdshult, Småland |       | 57.567798, 13.735269 | 10066000610001 | Ladda upp en bild av detta fornminne |
| Stengårdshult 61:2               | Stenkrets    |              | Stengårdshult, Småland |       | 57.567916, 13.735378 | 10066000610002 | Ladda upp en bild av detta fornminne |

## Södra Hestra
| Namn                               | Lämningstyp    | Tillkomsttid | Historisk indelning   | Plats | Läge                 | ID-nr          | Bild                                 |
| ---------------------------------- | -------------- | ------------ | --------------------- | ----- | -------------------- | -------------- | ------------------------------------ |
| Södra Hestra 4:1                   | Röse           |              | Södra Hestra, Småland |       | 57.039078, 13.117933 | 10066600040001 | Ladda upp en bild av detta fornminne |
| Södra Hestra 4:2                   | Stensättning   |              | Södra Hestra, Småland |       | 57.038838, 13.117884 | 10066600040002 | Ladda upp en bild av detta fornminne |
| Södra Hestra 6:1                   | Röse           |              | Södra Hestra, Småland |       | 57.045807, 13.126051 | 10066600060001 | Ladda upp en bild av detta fornminne |
| Södra Hestra 10:1                  | Röse           |              | Södra Hestra, Småland |       | 57.093662, 13.196561 | 10066600100001 | Ladda upp en bild av detta fornminne |
| Södra Hestra 12:1                  | Röse           |              | Södra Hestra, Småland |       | 57.111546, 13.157225 | 10066600120001 | Ladda upp en bild av detta fornminne |
| Södra Hestra 14:1                  | Röse           |              | Södra Hestra, Småland |       | 57.114080, 13.169312 | 10066600140001 | Ladda upp en bild av detta fornminne |
| Gastabacken (Södra Hestra 15:1)    | Röse           |              | Södra Hestra, Småland |       | 57.131625, 13.196098 | 10066600150001 | Ladda upp en bild av detta fornminne |
| Södra Hestra 16:1                  | Stenkammargrav |              | Södra Hestra, Småland |       | 57.135780, 13.191389 | 10066600160001 | Ladda upp en bild av detta fornminne |
| Södra Hestra 17:1                  | Röse           |              | Södra Hestra, Småland |       | 57.134540, 13.240359 | 10066600170001 | Ladda upp en bild av detta fornminne |
| Södra Hestra 17:2                  | Stensättning   |              | Södra Hestra, Småland |       | 57.134437, 13.240151 | 10066600170002 | Ladda upp en bild av detta fornminne |
| Södra Hestra 24:1                  | Röse           |              | Södra Hestra, Småland |       | 57.130057, 13.229189 | 10066600240001 | Ladda upp en bild av detta fornminne |
| Södra Hestra 24:2                  | Röse           |              | Södra Hestra, Småland |       | 57.130006, 13.229354 | 10066600240002 | Ladda upp en bild av detta fornminne |
| Södra Hestra 25:1                  | Röse           |              | Södra Hestra, Småland |       | 57.137967, 13.192214 | 10066600250001 | Ladda upp en bild av detta fornminne |
| Södra Hestra 25:2                  | Röse           |              | Södra Hestra, Småland |       | 57.137870, 13.192097 | 10066600250002 | Ladda upp en bild av detta fornminne |
| Södra Hestra 30:1                  | Stensättning   |              | Södra Hestra, Småland |       | 57.140773, 13.195674 | 10066600300001 | Ladda upp en bild av detta fornminne |
| Pengaröret (Södra Hestra 32:1)     | Röse           |              | Södra Hestra, Småland |       | 57.160928, 13.317717 | 10066600320001 | Ladda upp en bild av detta fornminne |
| Södra Hestra 33:1                  | Röse           |              | Södra Hestra, Småland |       | 57.160610, 13.318404 | 10066600330001 | Ladda upp en bild av detta fornminne |
| Södra Hestra 43:1                  | Röse           |              | Södra Hestra, Småland |       | 57.118010, 13.247870 | 10066600430001 | Ladda upp en bild av detta fornminne |
| Södra Hestra 47:1                  | Röse           |              | Södra Hestra, Småland |       | 57.101528, 13.269327 | 10066600470001 | Ladda upp en bild av detta fornminne |
| Hölingsbacken (Södra Hestra 50:1)  | Stensättning   |              | Södra Hestra, Småland |       | 57.106052, 13.269452 | 10066600500001 | Ladda upp en bild av detta fornminne |
| Rosshultsröret (Södra Hestra 53:1) | Röse           |              | Södra Hestra, Småland |       | 57.103883, 13.312288 | 10066600530001 | Ladda upp en bild av detta fornminne |
| 1) Vårdhögen (Södra Hestra 55:1)   | Stensättning   |              | Södra Hestra, Småland |       | 57.115537, 13.218823 | 10066600550001 | Ladda upp en bild av detta fornminne |
| 1) Vårdhögen (Södra Hestra 55:2)   | Stensättning   |              | Södra Hestra, Småland |       | 57.115897, 13.219079 | 10066600550002 | Ladda upp en bild av detta fornminne |
| 1) Vårdhögen (Södra Hestra 55:3)   | Röse           |              | Södra Hestra, Småland |       | 57.115818, 13.219847 | 10066600550003 | Ladda upp en bild av detta fornminne |
| Södra Hestra 103:1                 | Röse           |              | Södra Hestra, Småland |       | 57.120163, 13.224751 | 10066601030001 | Ladda upp en bild av detta fornminne |
| Södra Hestra 117:1                 | Stensättning   |              | Södra Hestra, Småland |       | 57.120193, 13.248188 | 10066601170001 | Ladda upp en bild av detta fornminne |
| Södra Hestra 173:1                 | Röse           |              | Södra Hestra, Småland |       | 57.123000, 13.319285 | 10066601730001 | Ladda upp en bild av detta fornminne |

## Valdshult
| Namn           | Lämningstyp | Tillkomsttid | Historisk indelning | Plats | Läge                 | ID-nr          | Bild                                 |
| -------------- | ----------- | ------------ | ------------------- | ----- | -------------------- | -------------- | ------------------------------------ |
| Valdshult 7:1  | Röse        |              | Valdshult, Småland  |       | 57.506543, 13.735494 | 10067500070001 | Ladda upp en bild av detta fornminne |
| Valdshult 9:1  | Stenkrets   |              | Valdshult, Småland  |       | 57.525508, 13.737430 | 10067500090001 | Ladda upp en bild av detta fornminne |
| Valdshult 11:1 | Stenkrets   |              | Valdshult, Småland  |       | 57.497105, 13.752176 | 10067500110001 | Ladda upp en bild av detta fornminne |
| Valdshult 22:1 | Stenkrets   |              | Valdshult, Småland  |       | 57.479121, 13.747665 | 10067500220001 | Ladda upp en bild av detta fornminne |

## Villstad
| Namn                           | Lämningstyp                 | Tillkomsttid | Historisk indelning | Plats | Läge                 | ID-nr          | Bild                                      |
| ------------------------------ | --------------------------- | ------------ | ------------------- | ----- | -------------------- | -------------- | ----------------------------------------- |
| Sissleröret (Villstad 1:1)     | Röse                        |              | Villstad, Småland   |       | 57.276182, 13.408451 | 10067800010001 | Ladda upp en bild av detta fornminne      |
| Villstad 2:1                   | Stensättning                |              | Villstad, Småland   |       | 57.265693, 13.486370 | 10067800020001 | Ladda upp en bild av detta fornminne      |
| Villstad 2:2                   | Stenkrets                   |              | Villstad, Småland   |       | 57.265679, 13.486581 | 10067800020002 | Ladda upp en bild av detta fornminne      |
| Villstad 2:3                   | Stensättning                |              | Villstad, Småland   |       | 57.265526, 13.486897 | 10067800020003 | Ladda upp en bild av detta fornminne      |
| Villstad 12:1                  | Grav markerad av sten/block |              | Villstad, Småland   |       | 57.215654, 13.471380 | 10067800120001 | Ladda upp en bild av detta fornminne      |
| Villstad 12:2                  | Grav markerad av sten/block |              | Villstad, Småland   |       | 57.215604, 13.471479 | 10067800120002 | Ladda upp en bild av detta fornminne      |
| Villstad 14:1                  | Stenkrets                   |              | Villstad, Småland   |       | 57.220804, 13.472900 | 10067800140001 | Ladda upp en bild av detta fornminne      |
| Villstad 14:2                  | Stenkrets                   |              | Villstad, Småland   |       | 57.220862, 13.472672 | 10067800140002 | Ladda upp en bild av detta fornminne      |
| Villstad 20:1                  | Stenkammargrav              |              | Villstad, Småland   |       | 57.236948, 13.456853 | 10067800200001 | Ladda upp en bild av detta fornminne      |
| Villstad 21:1                  | Gravfält                    |              | Villstad, Småland   |       | 57.222573, 13.431568 | 10067800210001 | Ladda upp en bild av detta fornminne      |
| Villstad 23:1                  | Röse                        |              | Villstad, Småland   |       | 57.266022, 13.344677 | 10067800230001 | Ladda upp en bild av detta fornminne      |
| Villstad 23:2                  | Röse                        |              | Villstad, Småland   |       | 57.265843, 13.344906 | 10067800230002 | Ladda upp en bild av detta fornminne      |
| Villstad 24:1                  | Röse                        |              | Villstad, Småland   |       | 57.247984, 13.400347 | 10067800240001 | Ladda upp en bild av detta fornminne      |
| Villstad 25:1                  | Röse                        |              | Villstad, Småland   |       | 57.245534, 13.397183 | 10067800250001 | Ladda upp en bild av detta fornminne      |
| Villstad 26:1                  | Röse                        |              | Villstad, Småland   |       | 57.240169, 13.397735 | 10067800260001 | Ladda upp en bild av detta fornminne      |
| Villstad 27:1                  | Röse                        |              | Villstad, Småland   |       | 57.239786, 13.396781 | 10067800270001 | Ladda upp en bild av detta fornminne      |
| Villstad 28:1                  | Röse                        |              | Villstad, Småland   |       | 57.239490, 13.397487 | 10067800280001 | Ladda upp en bild av detta fornminne      |
| Villstad 29:1                  | Röse                        |              | Villstad, Småland   |       | 57.237706, 13.396366 | 10067800290001 | Ladda upp en bild av detta fornminne      |
| Villstad 29:2                  | Röse                        |              | Villstad, Småland   |       | 57.237428, 13.396101 | 10067800290002 | Ladda upp en bild av detta fornminne      |
| Villstad 30:1                  | Röse                        |              | Villstad, Småland   |       | 57.234917, 13.395683 | 10067800300001 | Ladda upp en bild av detta fornminne      |
| Villstad 30:2                  | Röse                        |              | Villstad, Småland   |       | 57.234758, 13.395528 | 10067800300002 | Ladda upp en bild av detta fornminne      |
| Villstad 31:1                  | Röse                        |              | Villstad, Småland   |       | 57.238876, 13.387592 | 10067800310001 | Ladda upp en bild av detta fornminne      |
| Villstad 32:1                  | Röse                        |              | Villstad, Småland   |       | 57.236112, 13.385105 | 10067800320001 | Ladda upp en bild av detta fornminne      |
| Villstad 33:1                  | Röse                        |              | Villstad, Småland   |       | 57.230838, 13.401725 | 10067800330001 | Ladda upp en bild av detta fornminne      |
| Medelröret (Villstad 34:1)     | Röse                        |              | Villstad, Småland   |       | 57.217802, 13.374388 | 10067800340001 | Ladda upp en bild av detta fornminne      |
| Villstad 35:1                  | Röse                        |              | Villstad, Småland   |       | 57.223864, 13.377443 | 10067800350001 | Ladda upp en bild av detta fornminne      |
| Villstad 37:1                  | Röse                        |              | Villstad, Småland   |       | 57.221046, 13.354529 | 10067800370001 | Ladda upp en bild av detta fornminne      |
| Villstad 39:1                  | Röse                        |              | Villstad, Småland   |       | 57.220458, 13.358497 | 10067800390001 | Ladda upp en bild av detta fornminne      |
| Villstad 42:1                  | Gravfält                    |              | Villstad, Småland   |       | 57.203170, 13.445901 | 10067800420001 | Ladda upp en bild av detta fornminne      |
| Villstad 45:1                  | Hög                         |              | Villstad, Småland   |       | 57.189672, 13.445407 | 10067800450001 | Ladda upp en bild av detta fornminne      |
| Villstad 46:1                  | Gravfält                    |              | Villstad, Småland   |       | 57.187623, 13.444912 | 10067800460001 | Ladda upp en bild av detta fornminne      |
| Gröthögen (Villstad 47:1)      | Hög                         |              | Villstad, Småland   |       | 57.202789, 13.451332 | 10067800470001 | Ladda upp en bild av detta fornminne      |
| Tempelbacken (Villstad 48:1)   | Gravfält                    |              | Villstad, Småland   |       | 57.202259, 13.453254 | 10067800480001 | Ladda upp en bild av detta fornminne      |
| Smålandsstenar (Villstad 52:1) | Gravfält                    |              | Villstad, Småland   |       | 57.171905, 13.428037 | 10067800520001 | Ladda upp en till bild av detta fornminne |
| Villstad 53:1                  | Stenkrets                   |              | Villstad, Småland   |       | 57.170226, 13.432979 | 10067800530001 | Ladda upp en bild av detta fornminne      |
| Villstad 54:1                  | Hög                         |              | Villstad, Småland   |       | 57.169923, 13.436450 | 10067800540001 | Ladda upp en bild av detta fornminne      |
| Villstad 54:2                  | Hög                         |              | Villstad, Småland   |       | 57.169854, 13.436637 | 10067800540002 | Ladda upp en bild av detta fornminne      |
| Villstad 54:3                  | Hög                         |              | Villstad, Småland   |       | 57.169775, 13.436493 | 10067800540003 | Ladda upp en bild av detta fornminne      |
| Villstad 55:1                  | Stenkrets                   |              | Villstad, Småland   |       | 57.179513, 13.435631 | 10067800550001 | Ladda upp en bild av detta fornminne      |
| Brudstenarna (Villstad 60:1)   | Gravfält                    |              | Villstad, Småland   |       | 57.163459, 13.431566 | 10067800600001 | Ladda upp en bild av detta fornminne      |
| Villstad 62:1                  | Gravfält                    |              | Villstad, Småland   |       | 57.155281, 13.410220 | 10067800620001 | Ladda upp en bild av detta fornminne      |
| Villstad 71:1                  | Röse                        |              | Villstad, Småland   |       | 57.164555, 13.383033 | 10067800710001 | Ladda upp en bild av detta fornminne      |
| Villstad 71:2                  | Röse                        |              | Villstad, Småland   |       | 57.164420, 13.383042 | 10067800710002 | Ladda upp en bild av detta fornminne      |
| Villstad 73:1                  | Röse                        |              | Villstad, Småland   |       | 57.172799, 13.340882 | 10067800730001 | Ladda upp en bild av detta fornminne      |
| Villstad 73:2                  | Röse                        |              | Villstad, Småland   |       | 57.172322, 13.341127 | 10067800730002 | Ladda upp en bild av detta fornminne      |
| Villstad 74:1                  | Stensättning                |              | Villstad, Småland   |       | 57.172734, 13.342073 | 10067800740001 | Ladda upp en bild av detta fornminne      |
| Lommanör (Villstad 97:1)       | Röse                        |              | Villstad, Småland   |       | 57.120810, 13.401524 | 10067800970001 | Ladda upp en bild av detta fornminne      |
| Villstad 124:1                 | Gravfält                    |              | Villstad, Småland   |       | 57.121385, 13.372822 | 10067801240001 | Ladda upp en bild av detta fornminne      |
| Villstad 139:1                 | Röse                        |              | Villstad, Småland   |       | 57.169437, 13.332132 | 10067801390001 | Ladda upp en bild av detta fornminne      |
| Villstad 140:1                 | Röse                        |              | Villstad, Småland   |       | 57.172795, 13.343894 | 10067801400001 | Ladda upp en bild av detta fornminne      |
| Villstad 146:1                 | Grav markerad av sten/block |              | Villstad, Småland   |       | 57.162972, 13.374973 | 10067801460001 | Ladda upp en bild av detta fornminne      |
| Villstad 201:1                 | Röse                        |              | Villstad, Småland   |       | 57.200443, 13.382214 | 10067802010001 | Ladda upp en bild av detta fornminne      |
| Villstad 223:1                 | Gravfält                    |              | Villstad, Småland   |       | 57.223419, 13.431090 | 10067802230001 | Ladda upp en bild av detta fornminne      |
| Villstad 243:1                 | Röse                        |              | Villstad, Småland   |       | 57.250559, 13.431925 | 10067802430001 | Ladda upp en bild av detta fornminne      |
| Villstad 270:1                 | Röse                        |              | Villstad, Småland   |       | 57.180140, 13.452162 | 10067802700001 | Ladda upp en bild av detta fornminne      |
| Villstad 322:1                 | Röse                        |              | Villstad, Småland   |       | 57.252111, 13.390310 | 10067803220001 | Ladda upp en bild av detta fornminne      |
| Villstad 323:1                 | Röse                        |              | Villstad, Småland   |       | 57.253155, 13.399079 | 10067803230001 | Ladda upp en bild av detta fornminne      |
| Villstad 345:1                 | Stensättning                |              | Villstad, Småland   |       | 57.120291, 13.398848 | 10067803450001 | Ladda upp en bild av detta fornminne      |
| Villstad 348:1                 | Röse                        |              | Villstad, Småland   |       | 57.181916, 13.444435 | 10067803480001 | Ladda upp en bild av detta fornminne      |
| Villstad 349:1                 | Röse                        |              | Villstad, Småland   |       | 57.181702, 13.448015 | 10067803490001 | Ladda upp en bild av detta fornminne      |
| Villstad 351:1                 | Stensättning                |              | Villstad, Småland   |       | 57.180343, 13.449938 | 10067803510001 | Ladda upp en bild av detta fornminne      |
| Villstad 355:1                 | Röse                        |              | Villstad, Småland   |       | 57.173703, 13.390770 | 10067803550001 | Ladda upp en bild av detta fornminne      |
| Villstad 355:2                 | Stensättning                |              | Villstad, Småland   |       | 57.173822, 13.390875 | 10067803550002 | Ladda upp en bild av detta fornminne      |

## Våthult
| Namn                       | Lämningstyp                      | Tillkomsttid | Historisk indelning | Plats | Läge                 | ID-nr          | Bild                                 |
| -------------------------- | -------------------------------- | ------------ | ------------------- | ----- | -------------------- | -------------- | ------------------------------------ |
| b) Högåsen (Våthult 1:101) | Stensättning                     |              | Våthult, Småland    |       | 57.329262, 13.478585 | 10068300010101 | Ladda upp en bild av detta fornminne |
| Våthult 4:1                | Röse                             |              | Våthult, Småland    |       | 57.313006, 13.459807 | 10068300040001 | Ladda upp en bild av detta fornminne |
| Våthult 5:1                | Röse                             |              | Våthult, Småland    |       | 57.304391, 13.462600 | 10068300050001 | Ladda upp en bild av detta fornminne |
| Våthult 6:1                | Stensättning                     |              | Våthult, Småland    |       | 57.308713, 13.479237 | 10068300060001 | Ladda upp en bild av detta fornminne |
| Gyllenos (Våthult 7:1)     | Husgrund, förhistorisk/medeltida |              | Våthult, Småland    |       | 57.312619, 13.484961 | 10068300070001 | Ladda upp en bild av detta fornminne |
| Gyllenos (Våthult 7:2)     | Brunn/kallkälla                  |              | Våthult, Småland    |       | 57.312222, 13.484780 | 10068300070002 | Ladda upp en bild av detta fornminne |
| Våthult 8:1                | Röse                             |              | Våthult, Småland    |       | 57.321938, 13.381287 | 10068300080001 | Ladda upp en bild av detta fornminne |
| Våthult 8:2                | Stensättning                     |              | Våthult, Småland    |       | 57.322090, 13.381282 | 10068300080002 | Ladda upp en bild av detta fornminne |
| Våthult 12:1               | Röse                             |              | Våthult, Småland    |       | 57.296750, 13.461357 | 10068300120001 | Ladda upp en bild av detta fornminne |
| Våthult 13:1               | Röse                             |              | Våthult, Småland    |       | 57.292590, 13.453283 | 10068300130001 | Ladda upp en bild av detta fornminne |
| Våthult 77:1               | Stensättning                     |              | Våthult, Småland    |       | 57.321796, 13.382969 | 10068300770001 | Ladda upp en bild av detta fornminne |
| Våthult 83:1               | Stensättning                     |              | Våthult, Småland    |       | 57.314876, 13.435069 | 10068300830001 | Ladda upp en bild av detta fornminne |

## Ås
| Namn                              | Lämningstyp                 | Tillkomsttid | Historisk indelning | Plats | Läge                 | ID-nr          | Bild                                 |
| --------------------------------- | --------------------------- | ------------ | ------------------- | ----- | -------------------- | -------------- | ------------------------------------ |
| Prästkullarna (Ås 4:1)            | Gravfält                    |              | Ås, Småland         |       | 57.051474, 13.680563 | 10068600040001 | Ladda upp en bild av detta fornminne |
| Kungsgraven (Ås 6:1)              | Hög                         |              | Ås, Småland         |       | 57.055604, 13.697475 | 10068600060001 | Ladda upp en bild av detta fornminne |
| Resestenslunden (Ås 8:1)          | Gravfält                    |              | Ås, Småland         |       | 57.081777, 13.705602 | 10068600080001 | Ladda upp en bild av detta fornminne |
| Ås 9:1                            | Gravfält                    |              | Ås, Småland         |       | 57.082122, 13.707538 | 10068600090001 | Ladda upp en bild av detta fornminne |
| Ås 10:1                           | Hög                         |              | Ås, Småland         |       | 57.084200, 13.700594 | 10068600100001 | Ladda upp en bild av detta fornminne |
| Ås 11:1                           | Gravfält                    |              | Ås, Småland         |       | 57.081852, 13.709325 | 10068600110001 | Ladda upp en bild av detta fornminne |
| Gårstan (Ås 12:1)                 | Borg                        |              | Ås, Småland         |       | 57.077358, 13.717165 | 10068600120001 | Ladda upp en bild av detta fornminne |
| Ås 13:1                           | Stensättning                |              | Ås, Småland         |       | 57.128267, 13.645358 | 10068600130001 | Ladda upp en bild av detta fornminne |
| Ås 13:2                           | Hög                         |              | Ås, Småland         |       | 57.128056, 13.645071 | 10068600130002 | Ladda upp en bild av detta fornminne |
| Ås 14:1                           | Gravfält                    |              | Ås, Småland         |       | 57.137324, 13.657109 | 10068600140001 | Ladda upp en bild av detta fornminne |
| Ås 15:1                           | Hög                         |              | Ås, Småland         |       | 57.138936, 13.653391 | 10068600150001 | Ladda upp en bild av detta fornminne |
| Rävakullen (Ås 16:1)              | Hög                         |              | Ås, Småland         |       | 57.141616, 13.658353 | 10068600160001 | Ladda upp en bild av detta fornminne |
| Bullers hög (Ås 17:1)             | Gravfält                    |              | Ås, Småland         |       | 57.135575, 13.700357 | 10068600170001 | Ladda upp en bild av detta fornminne |
| Kåcks hög (Ås 18:1)               | Gravfält                    |              | Ås, Småland         |       | 57.134809, 13.696930 | 10068600180001 | Ladda upp en bild av detta fornminne |
| Tingsstenarna (Ås 19:1)           | Gravfält                    |              | Ås, Småland         |       | 57.137895, 13.698850 | 10068600190001 | Ladda upp en bild av detta fornminne |
| Vicke hög (Ås 21:1)               | Hög                         |              | Ås, Småland         |       | 57.143340, 13.694939 | 10068600210001 | Ladda upp en bild av detta fornminne |
| Svalehög (Ås 22:1)                | Hög                         |              | Ås, Småland         |       | 57.136499, 13.717244 | 10068600220001 | Ladda upp en bild av detta fornminne |
| Espehögar (Ås 23:1)               | Gravfält                    |              | Ås, Småland         |       | 57.131791, 13.693872 | 10068600230001 | Ladda upp en bild av detta fornminne |
| Ås 25:1                           | Hög                         |              | Ås, Småland         |       | 57.127113, 13.645222 | 10068600250001 | Ladda upp en bild av detta fornminne |
| Ås 25:2                           | Stensättning                |              | Ås, Småland         |       | 57.127433, 13.644757 | 10068600250002 | Ladda upp en bild av detta fornminne |
| Ås 26:1                           | Hög                         |              | Ås, Småland         |       | 57.139759, 13.737245 | 10068600260001 | Ladda upp en bild av detta fornminne |
| Ulva hög (Ås 27:1)                | Hög                         |              | Ås, Småland         |       | 57.140170, 13.741195 | 10068600270001 | Ladda upp en bild av detta fornminne |
| Ås 28:1                           | Hög                         |              | Ås, Småland         |       | 57.137491, 13.733891 | 10068600280001 | Ladda upp en bild av detta fornminne |
| Ås 31:1                           | Stensättning                |              | Ås, Småland         |       | 57.087984, 13.647083 | 10068600310001 | Ladda upp en bild av detta fornminne |
| Ås 33:1                           | Röse                        |              | Ås, Småland         |       | 57.050161, 13.613347 | 10068600330001 | Ladda upp en bild av detta fornminne |
| Ås 33:2                           | Stensättning                |              | Ås, Småland         |       | 57.050198, 13.613130 | 10068600330002 | Ladda upp en bild av detta fornminne |
| Ås 35:1                           | Hög                         |              | Ås, Småland         |       | 57.091837, 13.684677 | 10068600350001 | Ladda upp en bild av detta fornminne |
| Valhall (Ås 37:1)                 | Gravfält                    |              | Ås, Småland         |       | 57.122507, 13.671933 | 10068600370001 | Ladda upp en bild av detta fornminne |
| Enes Högar, Ajnes Högar (Ås 38:1) | Hög                         |              | Ås, Småland         |       | 57.115128, 13.662652 | 10068600380001 | Ladda upp en bild av detta fornminne |
| Enes Högar, Ajnes Högar (Ås 38:2) | Stensättning                |              | Ås, Småland         |       | 57.115083, 13.662348 | 10068600380002 | Ladda upp en bild av detta fornminne |
| Barnahög (Ås 39:1)                | Hög                         |              | Ås, Småland         |       | 57.119255, 13.663248 | 10068600390001 | Ladda upp en bild av detta fornminne |
| Enes hög (Ås 40:1)                | Hög                         |              | Ås, Småland         |       | 57.113940, 13.662331 | 10068600400001 | Ladda upp en bild av detta fornminne |
| Ås 41:1                           | Hög                         |              | Ås, Småland         |       | 57.103091, 13.676090 | 10068600410001 | Ladda upp en bild av detta fornminne |
| Ås 42:1                           | Stensättning                |              | Ås, Småland         |       | 57.102207, 13.663162 | 10068600420001 | Ladda upp en bild av detta fornminne |
| Ås 43:1                           | Hög                         |              | Ås, Småland         |       | 57.102896, 13.666573 | 10068600430001 | Ladda upp en bild av detta fornminne |
| Trollahög (Ås 48:1)               | Stensättning                |              | Ås, Småland         |       | 57.089383, 13.686624 | 10068600480001 | Ladda upp en bild av detta fornminne |
| Ås 49:1                           | Hög                         |              | Ås, Småland         |       | 57.093987, 13.687123 | 10068600490001 | Ladda upp en bild av detta fornminne |
| Ås 50:1                           | Stensättning                |              | Ås, Småland         |       | 57.118594, 13.664114 | 10068600500001 | Ladda upp en bild av detta fornminne |
| Ås 50:2                           | Stensättning                |              | Ås, Småland         |       | 57.118593, 13.663443 | 10068600500002 | Ladda upp en bild av detta fornminne |
| Ås 51:1                           | Hög                         |              | Ås, Småland         |       | 57.119015, 13.658029 | 10068600510001 | Ladda upp en bild av detta fornminne |
| Ås 52:1                           | Stensättning                |              | Ås, Småland         |       | 57.118464, 13.656834 | 10068600520001 | Ladda upp en bild av detta fornminne |
| Ås 54:1                           | Hög                         |              | Ås, Småland         |       | 57.115306, 13.658298 | 10068600540001 | Ladda upp en bild av detta fornminne |
| Ås 55:1                           | Stensättning                |              | Ås, Småland         |       | 57.113121, 13.662206 | 10068600550001 | Ladda upp en bild av detta fornminne |
| Ås 56:1                           | Grav markerad av sten/block |              | Ås, Småland         |       | 57.104610, 13.652414 | 10068600560001 | Ladda upp en bild av detta fornminne |
| Ås 56:2                           | Grav markerad av sten/block |              | Ås, Småland         |       | 57.104583, 13.652538 | 10068600560002 | Ladda upp en bild av detta fornminne |
| Ås 58:1                           | Stensättning                |              | Ås, Småland         |       | 57.121507, 13.643334 | 10068600580001 | Ladda upp en bild av detta fornminne |
| Ås 59:1                           | Stensättning                |              | Ås, Småland         |       | 57.122314, 13.644019 | 10068600590001 | Ladda upp en bild av detta fornminne |
| Ulvahög, Elfahög (Ås 60:1)        | Hög                         |              | Ås, Småland         |       | 57.104143, 13.675308 | 10068600600001 | Ladda upp en bild av detta fornminne |
| Ås 62:1                           | Hög                         |              | Ås, Småland         |       | 57.143358, 13.699218 | 10068600620001 | Ladda upp en bild av detta fornminne |
| Ås 63:1                           | Stensättning                |              | Ås, Småland         |       | 57.015431, 13.686408 | 10068600630001 | Ladda upp en bild av detta fornminne |
| Penningakullen (Ås 65:1)          | Hög                         |              | Ås, Småland         |       | 57.007631, 13.695320 | 10068600650001 | Ladda upp en bild av detta fornminne |
| Penningakullen (Ås 65:2)          | Hög                         |              | Ås, Småland         |       | 57.007629, 13.695155 | 10068600650002 | Ladda upp en bild av detta fornminne |
| Penningakullen (Ås 65:3)          | Hög                         |              | Ås, Småland         |       | 57.007647, 13.695472 | 10068600650003 | Ladda upp en bild av detta fornminne |
| Ås 66:1                           | Hög                         |              | Ås, Småland         |       | 57.006886, 13.702052 | 10068600660001 | Ladda upp en bild av detta fornminne |
| Ås 66:2                           | Hög                         |              | Ås, Småland         |       | 57.006888, 13.702280 | 10068600660002 | Ladda upp en bild av detta fornminne |
| Ås 66:3                           | Hög                         |              | Ås, Småland         |       | 57.006848, 13.702594 | 10068600660003 | Ladda upp en bild av detta fornminne |
| Ås 66:4                           | Hög                         |              | Ås, Småland         |       | 57.007124, 13.702115 | 10068600660004 | Ladda upp en bild av detta fornminne |
| Ås 105:1                          | Gravfält                    |              | Ås, Småland         |       | 57.047539, 13.682219 | 10068601050001 | Ladda upp en bild av detta fornminne |
| Ås 113:1                          | Minnesmärke                 |              | Ås, Småland         |       | 57.034887, 13.685418 | 10068601130001 | Ladda upp en bild av detta fornminne |
| Ås 120:1                          | Hög                         |              | Ås, Småland         |       | 57.045992, 13.682199 | 10068601200001 | Ladda upp en bild av detta fornminne |
| Ås 185:1                          | Stensättning                |              | Ås, Småland         |       | 57.118427, 13.634132 | 10068601850001 | Ladda upp en bild av detta fornminne |
| Ås 197:1                          | Hög                         |              | Ås, Småland         |       | 57.113706, 13.675803 | 10068601970001 | Ladda upp en bild av detta fornminne |
| Ås 197:2                          | Hög                         |              | Ås, Småland         |       | 57.113563, 13.675802 | 10068601970002 | Ladda upp en bild av detta fornminne |
| Ås 206:1                          | Stensättning                |              | Ås, Småland         |       | 57.104556, 13.638413 | 10068602060001 | Ladda upp en bild av detta fornminne |
| Ås 208:1                          | Hög                         |              | Ås, Småland         |       | 57.122308, 13.637025 | 10068602080001 | Ladda upp en bild av detta fornminne |
| Ås 208:2                          | Stensättning                |              | Ås, Småland         |       | 57.122633, 13.637039 | 10068602080002 | Ladda upp en bild av detta fornminne |
| Ås 209:1                          | Hög                         |              | Ås, Småland         |       | 57.117354, 13.633820 | 10068602090001 | Ladda upp en bild av detta fornminne |
| Ås 218:1                          | Hällristning                |              | Ås, Småland         |       | 57.072900, 13.718711 | 10068602180001 | Ladda upp en bild av detta fornminne |
| Ås 284:1                          | Hög                         |              | Ås, Småland         |       | 57.081330, 13.706739 | 10068602840001 | Ladda upp en bild av detta fornminne |

## Öreryd
| Namn         | Lämningstyp  | Tillkomsttid | Historisk indelning | Plats | Läge                 | ID-nr          | Bild                                 |
| ------------ | ------------ | ------------ | ------------------- | ----- | -------------------- | -------------- | ------------------------------------ |
| Öreryd 1:1   | Gravfält     |              | Öreryd, Småland     |       | 57.499718, 13.655699 | 10069200010001 | Ladda upp en bild av detta fornminne |
| Öreryd 2:1   | Röse         |              | Öreryd, Småland     |       | 57.499833, 13.662633 | 10069200020001 | Ladda upp en bild av detta fornminne |
| Öreryd 2:2   | Röse         |              | Öreryd, Småland     |       | 57.499677, 13.662812 | 10069200020002 | Ladda upp en bild av detta fornminne |
| Öreryd 3:1   | Röse         |              | Öreryd, Småland     |       | 57.498823, 13.667446 | 10069200030001 | Ladda upp en bild av detta fornminne |
| Öreryd 4:1   | Röse         |              | Öreryd, Småland     |       | 57.499606, 13.667962 | 10069200040001 | Ladda upp en bild av detta fornminne |
| Öreryd 6:1   | Stensättning |              | Öreryd, Småland     |       | 57.513630, 13.677860 | 10069200060001 | Ladda upp en bild av detta fornminne |
| Öreryd 7:1   | Röse         |              | Öreryd, Småland     |       | 57.501192, 13.666607 | 10069200070001 | Ladda upp en bild av detta fornminne |
| Öreryd 8:1   | Röse         |              | Öreryd, Småland     |       | 57.500277, 13.666224 | 10069200080001 | Ladda upp en bild av detta fornminne |
| Öreryd 9:1   | Röse         |              | Öreryd, Småland     |       | 57.502007, 13.672324 | 10069200090001 | Ladda upp en bild av detta fornminne |
| Öreryd 10:1  | Röse         |              | Öreryd, Småland     |       | 57.503112, 13.673526 | 10069200100001 | Ladda upp en bild av detta fornminne |
| Öreryd 12:1  | Gravfält     |              | Öreryd, Småland     |       | 57.478859, 13.674553 | 10069200120001 | Ladda upp en bild av detta fornminne |
| Öreryd 16:1  | Gravfält     |              | Öreryd, Småland     |       | 57.440078, 13.640646 | 10069200160001 | Ladda upp en bild av detta fornminne |
| Öreryd 17:1  | Stensättning |              | Öreryd, Småland     |       | 57.515165, 13.693784 | 10069200170001 | Ladda upp en bild av detta fornminne |
| Öreryd 17:2  | Stenkrets    |              | Öreryd, Småland     |       | 57.515094, 13.693255 | 10069200170002 | Ladda upp en bild av detta fornminne |
| Öreryd 21:1  | Röse         |              | Öreryd, Småland     |       | 57.537010, 13.710919 | 10069200210001 | Ladda upp en bild av detta fornminne |
| Öreryd 22:1  | Röse         |              | Öreryd, Småland     |       | 57.537383, 13.711687 | 10069200220001 | Ladda upp en bild av detta fornminne |
| Öreryd 23:1  | Stenkrets    |              | Öreryd, Småland     |       | 57.540228, 13.714831 | 10069200230001 | Ladda upp en bild av detta fornminne |
| Öreryd 23:2  | Stenkrets    |              | Öreryd, Småland     |       | 57.540318, 13.714741 | 10069200230002 | Ladda upp en bild av detta fornminne |
| Öreryd 24:1  | Röse         |              | Öreryd, Småland     |       | 57.540848, 13.713673 | 10069200240001 | Ladda upp en bild av detta fornminne |
| Öreryd 25:1  | Röse         |              | Öreryd, Småland     |       | 57.543234, 13.716991 | 10069200250001 | Ladda upp en bild av detta fornminne |
| Öreryd 25:2  | Stensättning |              | Öreryd, Småland     |       | 57.543232, 13.716504 | 10069200250002 | Ladda upp en bild av detta fornminne |
| Öreryd 28:1  | Stensättning |              | Öreryd, Småland     |       | 57.542788, 13.719188 | 10069200280001 | Ladda upp en bild av detta fornminne |
| Öreryd 29:1  | Gravfält     |              | Öreryd, Småland     |       | 57.546572, 13.714941 | 10069200290001 | Ladda upp en bild av detta fornminne |
| Öreryd 30:1  | Gravfält     |              | Öreryd, Småland     |       | 57.519170, 13.682657 | 10069200300001 | Ladda upp en bild av detta fornminne |
| Öreryd 31:1  | Stenkrets    |              | Öreryd, Småland     |       | 57.543660, 13.695636 | 10069200310001 | Ladda upp en bild av detta fornminne |
| Öreryd 32:1  | Gravfält     |              | Öreryd, Småland     |       | 57.522108, 13.689595 | 10069200320001 | Ladda upp en bild av detta fornminne |
| Öreryd 34:1  | Stenkrets    |              | Öreryd, Småland     |       | 57.518944, 13.682530 | 10069200340001 | Ladda upp en bild av detta fornminne |
| Öreryd 36:1  | Gravfält     |              | Öreryd, Småland     |       | 57.517719, 13.681420 | 10069200360001 | Ladda upp en bild av detta fornminne |
| Öreryd 37:1  | Stensättning |              | Öreryd, Småland     |       | 57.535116, 13.680558 | 10069200370001 | Ladda upp en bild av detta fornminne |
| Öreryd 38:1  | Röse         |              | Öreryd, Småland     |       | 57.543278, 13.682203 | 10069200380001 | Ladda upp en bild av detta fornminne |
| Öreryd 40:1  | Röse         |              | Öreryd, Småland     |       | 57.546161, 13.715789 | 10069200400001 | Ladda upp en bild av detta fornminne |
| Öreryd 40:2  | Röse         |              | Öreryd, Småland     |       | 57.546243, 13.715911 | 10069200400002 | Ladda upp en bild av detta fornminne |
| Öreryd 40:3  | Stensättning |              | Öreryd, Småland     |       | 57.546336, 13.716033 | 10069200400003 | Ladda upp en bild av detta fornminne |
| Öreryd 41:1  | Stensättning |              | Öreryd, Småland     |       | 57.527571, 13.709781 | 10069200410001 | Ladda upp en bild av detta fornminne |
| Öreryd 41:2  | Stenkrets    |              | Öreryd, Småland     |       | 57.527368, 13.709857 | 10069200410002 | Ladda upp en bild av detta fornminne |
| Öreryd 51:1  | Stensättning |              | Öreryd, Småland     |       | 57.438941, 13.639729 | 10069200510001 | Ladda upp en bild av detta fornminne |
| Öreryd 101:1 | Röse         |              | Öreryd, Småland     |       | 57.480293, 13.687625 | 10069201010001 | Ladda upp en bild av detta fornminne |
| Öreryd 102:1 | Gravfält     |              | Öreryd, Småland     |       | 57.480741, 13.687835 | 10069201020001 | Ladda upp en bild av detta fornminne |
| Öreryd 104:1 | Röse         |              | Öreryd, Småland     |       | 57.476214, 13.682990 | 10069201040001 | Ladda upp en bild av detta fornminne |
| Öreryd 104:2 | Stensättning |              | Öreryd, Småland     |       | 57.476142, 13.682993 | 10069201040002 | Ladda upp en bild av detta fornminne |
| Öreryd 105:1 | Gravfält     |              | Öreryd, Småland     |       | 57.469945, 13.676095 | 10069201050001 | Ladda upp en bild av detta fornminne |
| Öreryd 106:1 | Stensättning |              | Öreryd, Småland     |       | 57.481214, 13.691857 | 10069201060001 | Ladda upp en bild av detta fornminne |
| Öreryd 117:1 | Stensättning |              | Öreryd, Småland     |       | 57.442581, 13.643373 | 10069201170001 | Ladda upp en bild av detta fornminne |
| Öreryd 117:2 | Stensättning |              | Öreryd, Småland     |       | 57.442692, 13.643457 | 10069201170002 | Ladda upp en bild av detta fornminne |
| Öreryd 118:1 | Stensättning |              | Öreryd, Småland     |       | 57.441995, 13.642142 | 10069201180001 | Ladda upp en bild av detta fornminne |
| Öreryd 118:2 | Stensättning |              | Öreryd, Småland     |       | 57.442050, 13.641972 | 10069201180002 | Ladda upp en bild av detta fornminne |